# Gundo: Millanui Sidae
Gundo: Millanui Sidae (hangul 군도: 민란의 시대) estrenada internacionalment com Kundo: Age of the Rampant, és una pel·lícula d'acció de drama d'època de Corea del Sud del 2014 protagonitzada per Ha Jung-woo i Gang Dong-won, i dirigida per Yoon Jong-bin. Ambientat a mitjans del segle XIX Joseon, tracta d'una lluita pel poder entre els nobles rics injustos que dirigeixen la societat i un grup de justos proscrits que roben a funcionaris corruptes per donar-los als oprimits i morts de fam.

## Argument
L'any és 1862. La tarda dinastia Joseon va ser un període de malestar social i econòmic a Corea, i també va ser una època de gran tirania. A causa dels continus desastres naturals i les males collites, la pobresa, la fam i la mort són rampants. L'aristocràcia governa el país i, preocupada només per la seva pròpia riquesa, explota i persegueix els pobres. En aquests temps convulsos, el clan Chusul, un famós grup de bandolers, es va aixecar contra les autoritats. Assalten funcionaris corruptes, després comparteixen el seu botí amb els vulnerables i empobrits. Els seus membres creuen que la seva causa és més important que les seves pròpies vides.
La pel·lícula s'obre amb una incursió a la mansió del governador Choi, que governa la regió de Naju. El clan confisca les botigues d'arròs de la mansió, les distribueix als pobres i executa sumàriament Choi i el seu reten. En un altre lloc, Joo Yoon, un jove noble, li demana a Dol Mo-chi, un pobre carnisser, que faci un atac a una dona jove per una gran quantitat. Quan arriba el moment, Mo-chi no va poder cometre l'acte i permet que la dona escapi. La nit següent, es va trobar emboscat, tancat a casa seva juntament amb la seva família mentre l'incendiaven. Mo-chi sobreviu i s'enfronta a Joo Yoon. Està durament colpejat. Portat a la presó, ha de ser executat aquella mateixa nit, ja que Joo Yoon ha arrabassat el nou governador per fer-ho.
Es revela la història de fons de Joo Yoon: nascut fill d'una gisaeng (animadora Joseon) i del noble Joo Won-sook, es va criar com a hereu de Won-sook a causa de la manca de fills de l'home. Això va canviar quan la dona de Won-sook va donar a llum un fill, Seo-in, la qual cosa va fer que la posició de Yoon fos desplaçada. Es va convertir en un jove amargat, orgullós i astut que va adquirir un gran domini de les arts marcials. Fins al present, es revela que Seo-in es trobava entre els morts en l'atac a la mansió de Choi i la dona que Dol Mo-chi va ser enviada a matar era l'esposa embarassada de Seo-in, el seu fill una amenaça potencial per a la nova herència de Yoon de la fortuna de la família Joo.
Dol Mo-chi és rescatat pels bandits i retornat a la seva base al peu del mont Jisu, l'esposa de Seo-in amb ells. Dae-ho, el seu líder, dóna la benvinguda al carnisser a les seves files, rebatejant-lo com "Dochi". En els dos anys següents, Dochi s'entrena molt i ràpidament es converteix en un dels bandits més temuts de tota la terra. També cria el fill de Seo-in com a propi, la mare del nen ha mort en el part.
En aquests dos anys, Joo Yoon, mitjançant una sèrie de contractes fraudulents que s'aprofiten de l'analfabetisme de la gent comuna, s'apodera de tota la terra de Naju, alhora que esclavitza els seus habitants. Enfurismats, els bandits fan una incursió agosarada contra Naju, i Dochi s'enfronta a Joo Yoon, el seu turmentador. Després d'una breu baralla, Dochi atrau Joo Yoon a una emboscada organitzada per Dae-ho mentre la resta dels bandits saquegen les botigues d'arròs i les redistribueixen a la gent comuna de Naju. Joo Yoon aconsegueix escapar de l'emboscada amb la seva vida, matant Dae-ho en el procés i ferint greument a Dochi.
Després de l'atac, Joo Yoon es venja brutalment dels ciutadans, empresonant-los en massa. Ttaeng-choo, un dels bandits, es veu capturat i obligat a revelar l'amagatall de muntanya dels bandits mitjançant una tortura horripilant. Joo Yoon lidera una força de soldats del govern en un contraatac a l'amagatall, cremant la base i causant grans baixes, tot alhora que recupera el fill del seu germà. Dochi, curant-se en un monestir proper, torna massa tard i jura venjança.
L'endemà al matí, està previst que els supervivents del contraatac siguin executats per penjament. Dochi estavella l'execució amb una metralladora Gatling, destruint moltes de les tropes. La població de Naju, ja indignada per les moltes injustícies comeses contra ells, s'uneix a Dochi en un atac final a la mansió de la família Joo. Joo Yoon saluda el seu oponent amb calma, tot i perdre-ho tot. De peu davant de Jo Yoon, Dolchi desafia al seu arxienemic a un duel final. El duel continua cap al bosc de bambú proper, i Dochi finalment causa una ferida mortal a Joo Yoon, que no va poder esquivar correctament a causa d'haver bressat el seu nebot al braç mentre lluitava. Joo Yoon és acabat ràpidament per la mafia de Naju, que li clava una llança a l'esquena.
Dochi, ara el líder de facto dels bandits, recupera el seu fill i puja a la posta de sol amb els bandits restants i els ciutadans Naju que s'havien unit a ell, continuant la lluita del clan Chusul un altre dia.

## Repartiment
- Ha Jung-woo com a Dol Mo-chi/Dochi, un antic carnisser (una ocupació que estava a la casta cheonmin) que s'uneix a una banda improvisada de proscrits per venjar la mort de membres de la seva família.
- Gang Dong-won com a Jo Yoon, el fill d'un noble dotat en arts marcials, però no té drets ja que la seva mare només era una concubina i el seu pare es nega a reconèixer-lo després del naixement d'un nou fill.
  - Nam Da-reum com a jove Jo Yoon
- Lee Geung-young com a Ttaeng-choo, creador de l'estat d'ànim i reclutador de la banda. És monjo d'ofici.
- Lee Sung-min com a Dae-ho, líder de la banda
- Cho Jin-woong com a Lee Tae-ki, un lladre que abans era un aristòcrata
- Ma Dong-seok com a Cheon-bo, la potència de la banda
- Yoon Ji-hye com a Ma-hyang, l'arquer de la banda
- Joo Jin-mo com a Song Young-gil
- Cançó Young-chang com Jo Won-sook
- Jung Man-sik com a Butler Yang
- Kim Byeong-ok com a Toposa
- Kim Jong-gu com a Choi Hyun-ki
- Kim Sung-kyun com a Jang
- Kang Hyun-joong com a Park
- Kim Jae-young com a Geum-san
- Jung Yi-seo com a Si-ra
- Sóc Hyeon-seong com a Yeom-tong
- Lee David com a Jo Seo-in
- Woo Jeong-guk com a Ciutadà 1
- Choe Yeong-do com a Ciutadà 2
- Park Myung-shin com a dona de Choi
- Cho Seon-mook com a estranger
- Kim Sam-il com el pare de Jang
- Noh Gang-min com el jove Lee
- Eom Ji-seong com a Joong-man-yi
- Jang Woo-jin com a agent de magatzem 1
- Park Song-taek com a agent de magatzem 2
- Yeon Jun-won com a Kundo 1
- Eom Ji-man com a Kundo 2
- Kim Tae-su com l'esclau 1 de Jo Yoon
- Yoon Kyung-ho com a esclau 2 de Jo Yoon
- Ri Min com a funcionari del govern d'homenatge
- Heo Ji-hye com a antic gisaeng
- Jeon Seong-ae com a antiga llevadora
- Jeong Dae-yong com a vell d'Oksa
- Kim Hae-sook com la mare de Dolmuchi
- Han Ye-ri com a Gok-ji

## Taquilla
Kundo: Age of the Rampant va atreure 551.848 espectadors el seu primer dia als cinemes el 23 de juliol de 2014, amb una recaptació de 4.080 milions de wons (3.997 milions de dòlars). Aquesta va ser la taquilla d'estrena més alta de tots els temps a Corea del Sud, tant per a una pel·lícula estrangera com nacional, batent els rècords anteriors establerts per Transformers: Dark of the Moon (2011) i Secretly, Greatly (2013) (L'almirall: mar de foc va batre aviat vuit dies després el rècord de Kundo). Va arribar als 3,1 milions d'espectadors en cinc dies.

## Premis i nominacions
| Any  | Premi                                                       | Categoria                                   | Receptor                       | Resultat  |
| ---- | ----------------------------------------------------------- | ------------------------------------------- | ------------------------------ | --------- |
| 2014 | 23ns Buil Film Awards                                       | Millor actriu secundària                    | Yoon Ji-hye                    | Nominat   |
| 2014 | 23ns Buil Film Awards                                       | Millor fotografia                           | Choi Chan-min                  | Nominat   |
| 2014 | 23ns Buil Film Awards                                       | Millor direcció artística                   | Park Il-hyun                   | Nominat   |
| 2014 | 23ns Buil Film Awards                                       | Millor banda sonora                         | Jo Yeong-wook                  | Guanyador |
| 2014 | 34ns Premis de l'Associació Coreana de Crítics de Cinema    | Millor fotografia                           | Choi Chan-min                  | Guanyador |
| 2014 | 34ns Premis de l'Associació Coreana de Crítics de Cinema    | Millor banda sonora                         | Jo Yeong-wook                  | Guanyador |
| 2014 | 51ns Grand Bell Awards                                      | Millor actor                                | Gang Dong-won                  | Nominat   |
| 2014 | 51ns Grand Bell Awards                                      | Millor actriu secundària                    | Yoon Ji-hye                    | Nominat   |
| 2014 | 51ns Grand Bell Awards                                      | Millor direcció artística                   | Park Il-hyun                   | Nominat   |
| 2014 | 51ns Grand Bell Awards                                      | Millor vestuari                             | Jo Sang-gyeong                 | Guanyador |
| 2014 | 51ns Grand Bell Awards                                      | Millor banda sonora                         | Jo Yeong-wook                  | Nominat   |
| 2014 | 51ns Grand Bell Awards                                      | Premi tècnic (efectes visuals)              | Lee Jeon-hyeong, Jo Yong-seok  | Nominat   |
| 2014 | 22ns Premis de Cultura i Entreteniment de Corea             | Premi a l'Excel·lència, actor de pel·lícula | Jung Man-sik                   | Guanyador |
| 2014 | 35ns Blue Dragon Film Awards                                | Millor actor secundari                      | Lee Sung-min                   | Nominat   |
| 2014 | 35ns Blue Dragon Film Awards                                | Millor fotografia                           | Choi Chan-min                  | Guanyador |
| 2014 | 35ns Blue Dragon Film Awards                                | Millor il·luminació                         | Yu Yeong-jong                  | Guanyador |
| 2014 | 35ns Blue Dragon Film Awards                                | Millor direcció artística                   | Park Il-hyun                   | Nominat   |
| 2014 | 35ns Blue Dragon Film Awards                                | Millor banda sonora                         | Jo Yeong-wook                  | Guanyador |
| 2014 | 35ns Blue Dragon Film Awards                                | Premi tècnic (arts marcials)                | Jung Doo-hong, Kang Young-mook | Nominat   |
| 2014 | 1rs Premis de l'Associació de Productors de Cinema de Corea | Millor actriu secundària                    | Yoon Ji-hye                    | Guanyador |
| 2014 | 1rs Premis de l'Associació de Productors de Cinema de Corea | Millor banda sonora                         | Jo Yeong-wook                  | Guanyador |
| 2015 | 20ns Chunsa Film Art Awards                                 | Millor actor                                | Ha Jung-woo                    | Guanyador |